# Église Saint-Nicolas de Coullemelle
L'église Saint-Nicolas de Coulemelle est située dans le village de Coullemelle dans le département de la Somme à environ 30 km au sud d'Amiens.

## Historique
L’église Saint-Nicolas a été construite après la Première Guerre mondiale sur les ruines de l’ancienne église détruite en 1918 par l’artillerie allemande. Le gros œuvre a été consacré par Mgr Lecomte, évêque d'Amiens, en 1927. L'édifice est protégé au titre des monuments historiques : inscription par arrêté du 30 novembre 1994.

## Caractéristiques

### Extérieur
L'église a été reconstruite de 1924 à 1927 sur les plans des architectes Théodule Morel et Robert Petit, en moellons du Boulonnais. Le décor sculpté néo-roman du tympan du portail occidental et les modillons ont été réalisés en pierre de la vallée de l'Oise .
La sculpture du tympan représentant le tétramorphe est l'œuvre d'Anne-Marie Roux-Colas. Les voussures de tores sont cernées de cavets ou ornées de billettes rayonnantes. Les archivoltes sont également ornées de billettes.

### Intérieur
L’intérieur se caractérise par son décor de style Art déco réalisé par les architectes-décorateurs Pierre Ansart et son fils, Gérard Ansart, qui ont conçu : autels, sculptures, fresque en sgraffite avec incrustation de mosaïques du chemin de croix réalisée par Jean Gaudin, mosaïque de saint Nicolas au fond de l’abside, vitraux, mobilier et ferronneries...
Les vitraux dessinés par le Révérend Père Bernadin Fernique et Gérard Ansart ont été réalisés par Pierre Turpin.
Georges Legrand, Marceau Darras, Anne-Marie Roux-Colas et Roger de Villiers ont réalisé les sculptures.
Deux bâtons de procession en bois doré sont inscrits monuments historiques au titre d'objet depuis le 29 septembre 1980.

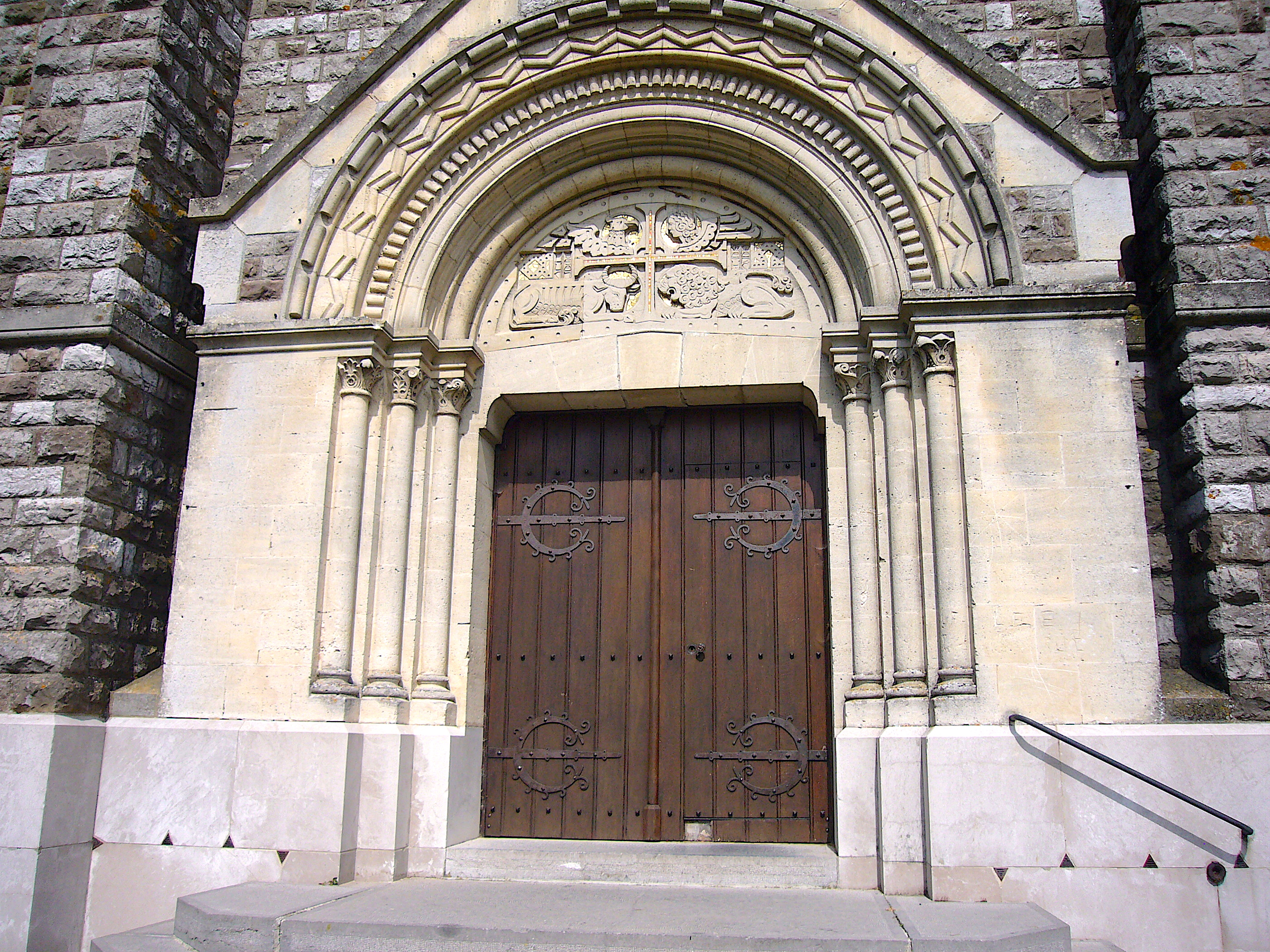
Portail occidental de l'église.
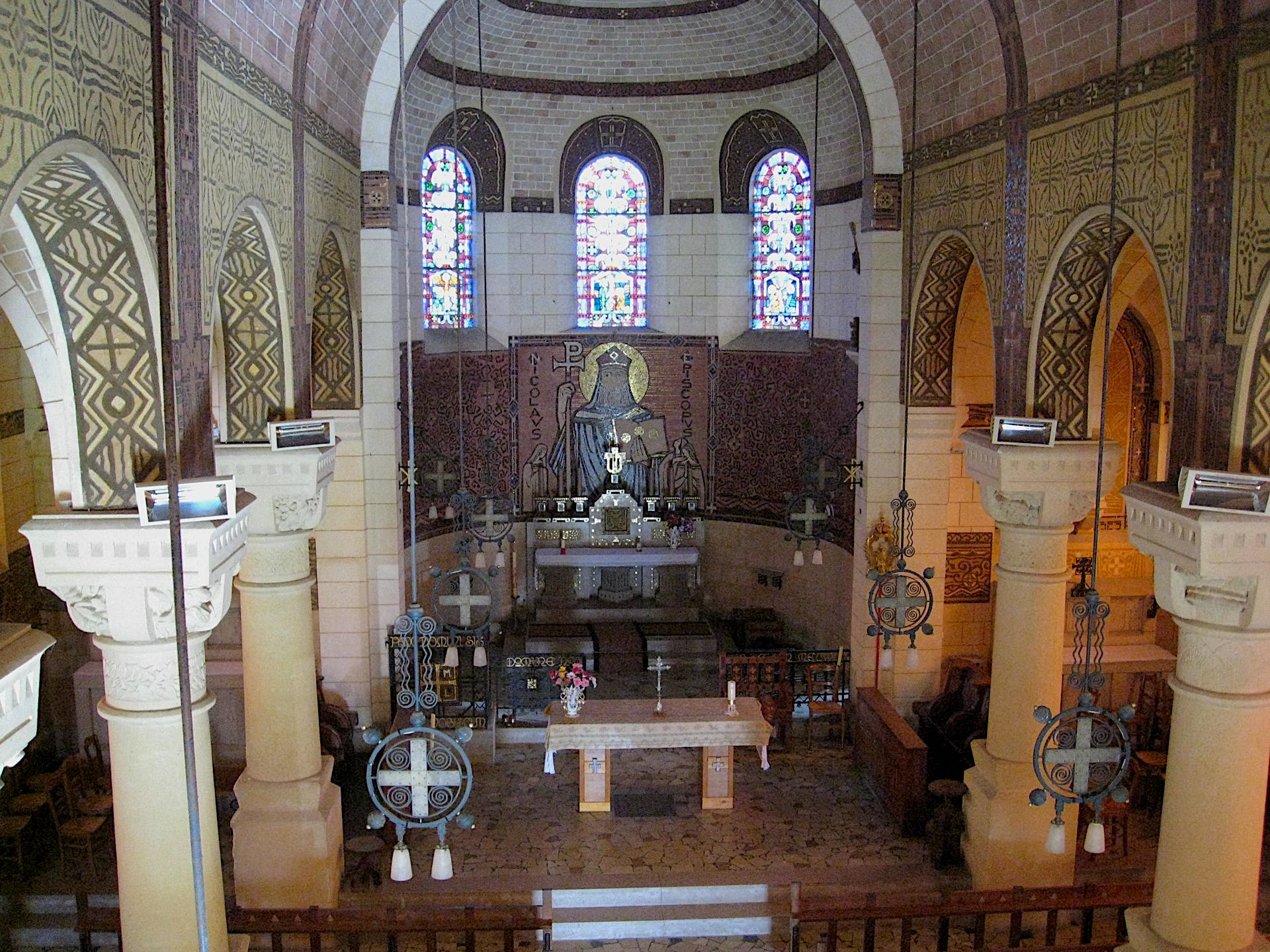
Intérieur de l'église. Le chœur vu de la tribune.